# Hoplotarache inquinata
Hoplotarache inquinata är en fjärilsart som beskrevs av W. Warren 1913. Hoplotarache inquinata ingår i släktet Hoplotarache och familjen nattflyn. Inga underarter finns listade i Catalogue of Life.